# ウェストモアランド郡 (バージニア州)
ウェストモアランド郡（英: Westmoreland County）は、アメリカ合衆国バージニア州の東部、ノーザンネックに位置する郡である。2010年国勢調査での人口は17,454人であり、2000年の16,718人から4.4%増加した。郡庁所在地はモントロス町（人口384人）であり、同郡で人口最大の町はコロニアルビーチ町（人口3,542人）である。

## 歴史

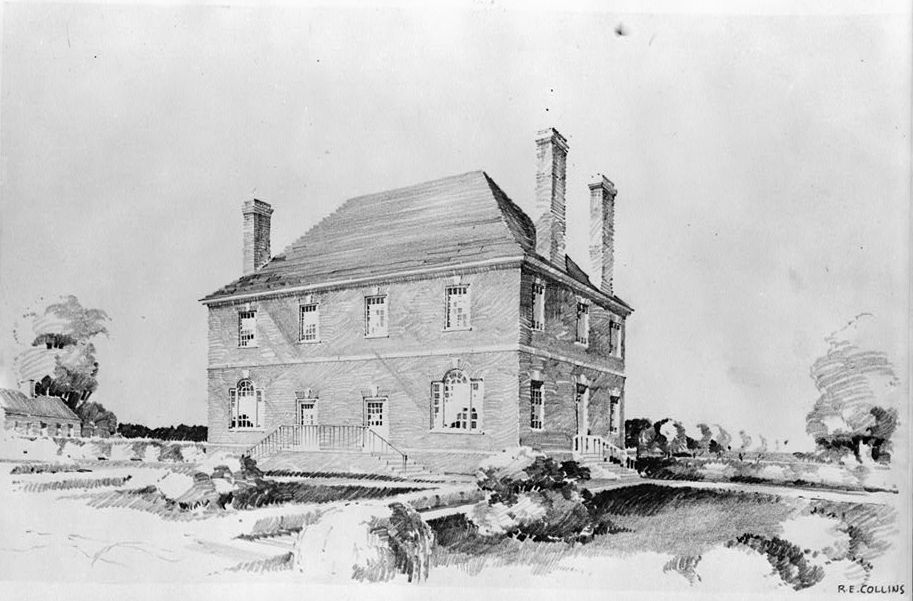
カーター家のプランテーション、ノミニ・ホール、1730年にロバート・カーター2世が建設、土地はロバート・カーター1世がニコラス・スペンサーの相続人から購入

ウェストモアランド郡は1653年にノーサンバーランド郡から分離して、バージニア植民地議会が設立した。当初の領域は北バージニアのアレクサンドリア市、アーリントン郡、フェアファックス郡、プリンスウィリアム郡など、様々な郡や都市となった広大なものだった。1664年、スタフォード郡が設立され、ウェストモアランド郡は現在の領域になった。
ウェストモアランド郡は、初代アメリカ合衆国大統領ジョージ・ワシントン（元のブリッジズクリーク）、第5代アメリカ合衆国大統領ジェームズ・モンロー、南軍の総司令官ロバート・E・リーの生まれた地である。1674年、マウントバーノンの地の払下げを受けたニコラス・スペンサー大佐が住んだ所であり、同時に友人のジョン・ワシントン中佐も払下げを受けており、このワシントンがジョージ・ワシントンの先祖だった。スペンサーは植民地委員会の議長、総督代行を務めており、ノーザンネックの領主だったコールペパー男爵家の従弟かつ代理人だった。スペンサーは「ノミニ」と呼んだプランテーションに住み、そのプランテーションは後に「キング」とあだ名されたロバート・カーター1世がニコラス・スペンサーの相続人から購入した。カーターの孫ロバート・カーター3世は1791年からノミニ・ホールの奴隷約500人を自発的に解放し、その土地の多くを与えた。南北戦争以前の北アメリカでは最大の奴隷解放となり、個人が解放した数としてアメリカ史の中でも最大とされている。

## 地理
アメリカ合衆国国勢調査局に拠れば、郡域全面積は253平方マイル (660 km2)であり、このうち陸地229平方マイル (590 km2)、水域は23平方マイル (60 km2)で水域率は9.29%である。ウェストモアランド郡はノーザンネック半島にあり、アメリカ合衆国からアメリカブドウ生産地域として認められたノーザンネック・ジョージ・ワシントン生誕地ワイン生産地域に属している。

### 隣接する郡
- チャールズ郡 (メリーランド州) - 北
- セントメアリーズ郡 (メリーランド州) - 北東
- ノーサンバーランド郡 - 南東
- リッチモンド郡 - 南
- エセックス郡 - 南西
- キングジョージ郡 - 北西

### 国立保護地域
- ジョージ・ワシントン生誕地国立記念碑
- ラッパハノック川バレー国立野生生物保護区（マザーシェドの部分）

## 人口動態
以下は2000年国勢調査による人口統計データである。
| 基礎データ - 人口: 16,718人 - 世帯数: 6,846 世帯 - 家族数: 4,689 家族 - 人口密度: 28人/km2（73人/mi2） - 住居数: 9,286軒 - 住居密度: 15軒/km2（40軒/mi2） 人種別人口構成 - 白人: 65.41% - アフリカン・アメリカン: 30.89% - ネイティブ・アメリカン: 0.28% - アジア人: 0.36% - 太平洋諸島系: 0.01% - その他の人種: 1.75% - 混血: 1.29% - ヒスパニック・ラテン系: 3.46% 年齢別人口構成 - 18歳未満: 23.0% - 18-24歳: 6.3% - 25-44歳: 23.9% - 45-64歳: 27.8% - 65歳以上: 19.0% - 年齢の中央値: 43歳 - 性比（女性100人あたり男性の人口） - 総人口: 92.3 - 18歳以上: 88.9 | 世帯と家族（対世帯数） - 18歳未満の子供がいる: 25.7% - 結婚・同居している夫婦: 50.7% - 未婚・離婚・死別女性が世帯主: 13.5% - 非家族世帯: 31.5% - 単身世帯: 26.9% - 65歳以上の老人1人暮らし: 13.6% - 平均構成人数 - 世帯: 2.43人 - 家族: 2.91人 収入と家計 - 収入の中央値 - 世帯: 35,797米ドル - 家族: 41,357米ドル - 性別 - 男性: 31,333米ドル - 女性: 22,221米ドル - 人口1人あたり収入: 19,473米ドル - 貧困線以下 - 対人口: 14.7% - 対家族数: 11.2% - 18歳未満: 21.1% - 65歳以上: 12.5% |

## 町
- コロニアルビーチ
- モントロス - 郡庁所在地

## 経済
ウェストモアランド郡の経済は農業、主に酪農業を基盤にしている。観光業も重要な推進力であり、ジョージ・ワシントン生誕地国立記念碑、ロバート・E・リーの生誕地、ストラットフォード・ホール・プランテーションなど歴史のある観光地がある。またコロニアルビーチはギャンブルで著名である。またワシントンD.C.の準郊外地でもある。
ノーザンネック・ジンジャーエールのメーカーであるノーザンネック・コカコーラ・ボトリング社や週刊紙「ウェストモアランド・ニューズ」の発行元がモントロスの町にある。

## 著名な出身者

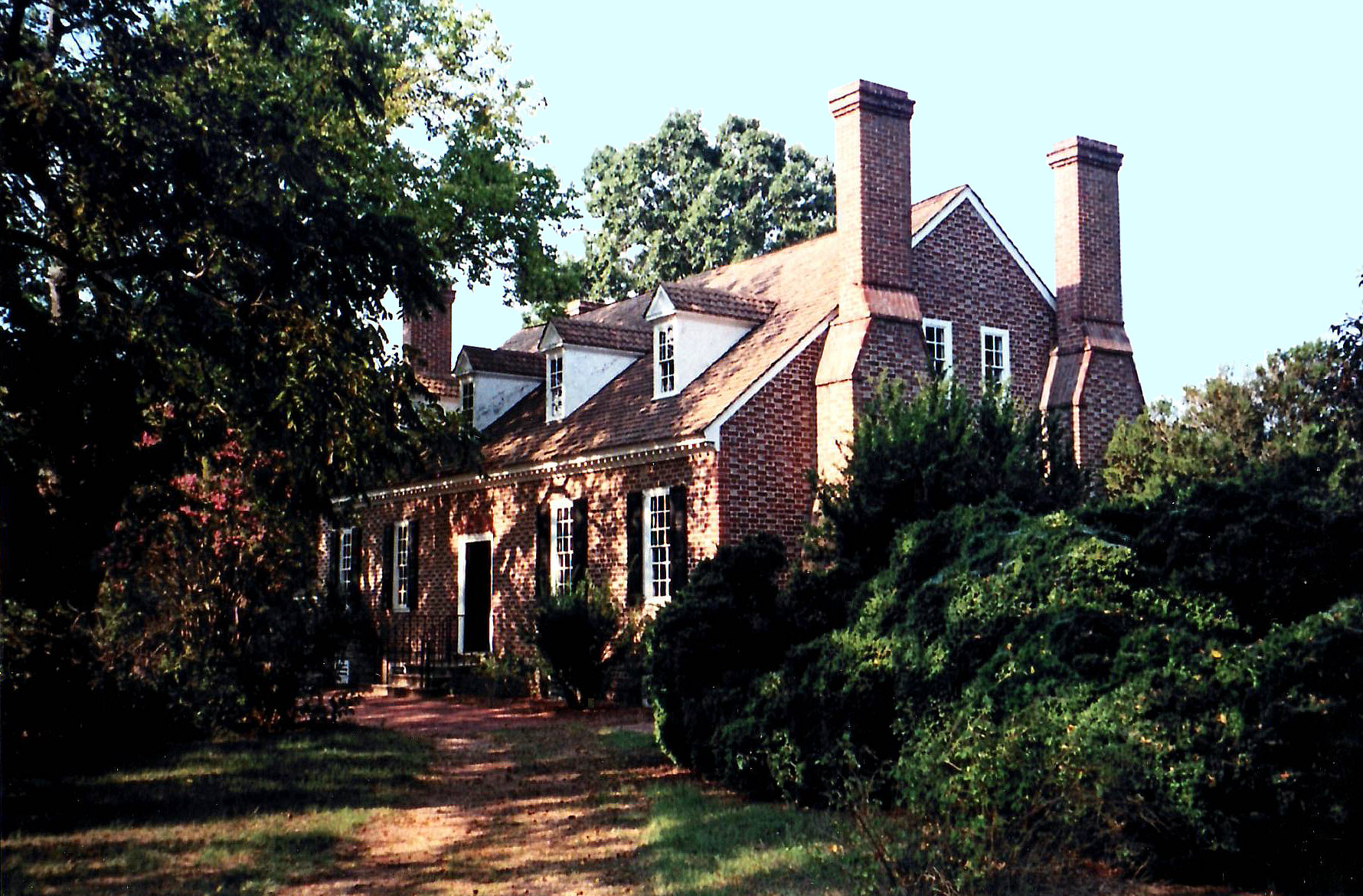
ジョージ・ワシントン生誕地国立記念碑

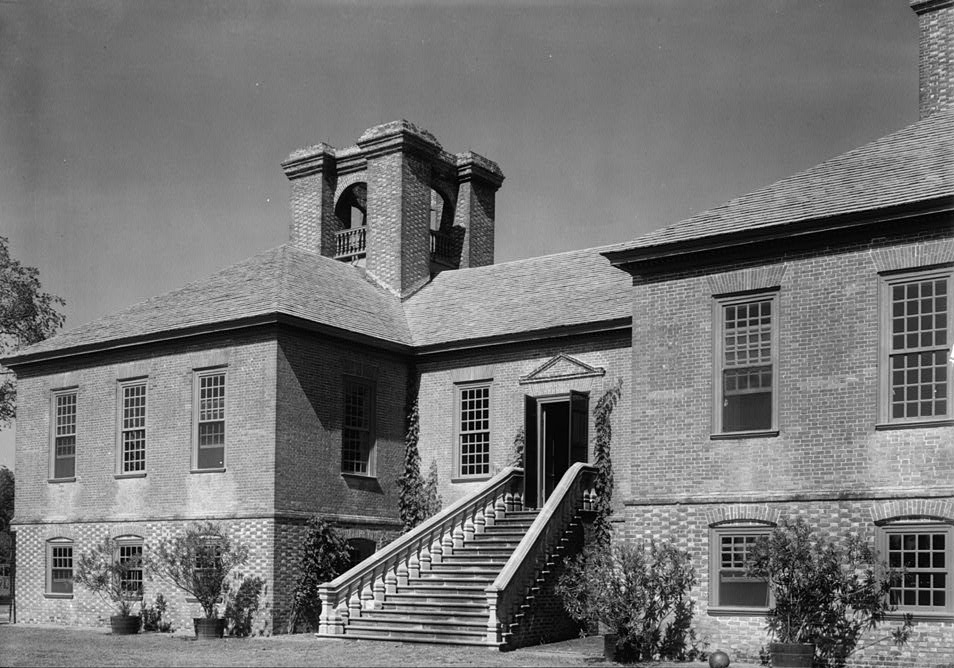
ストラットフォード・ホールの主ファサード、リー家代々の家屋

- ジョージ・ワシントン（1732年-1799年） - 初代アメリカ合衆国大統領
- ジェームズ・モンロー（1758年-1831年） - 第5代アメリカ合衆国大統領
- ロバート・E・リー（1807年-1870年） - 南北戦争で南軍のために戦った将軍
- トーマス・ブラウン - 第2代フロリダ州知事
- リチャード・ヘンリー・リー - アメリカ独立宣言の署名者、アメリカ合衆国上院議員、連合規約の下に招集された連合会議第6代議長
- フランシス・ライトフット・リー - アメリカ独立宣言の署名者
- ジョン・ドス・パソス - 著作家、作品に『U.S.A.』など